# Cunlhat
Cunlhat é uma comuna francesa na região administrativa de Auvérnia-Ródano-Alpes, no departamento Puy-de-Dôme. Estende-se por uma área de 29,4 km². Em 2010 a comuna tinha 1 301 habitantes (densidade: 44,3 hab./km²).